# 改元
改元又稱作改年，是古代君王更改年号的名稱。
在中華文化圈裡，紀年方式除了六十干支的周期外，還根據君主的在位時間來紀年，通常是從新君即位後的隔一年作為元年開始計算。在年號啟用之前，史籍裡為方便區別古代君主的中途改元，稱之為「前元年」、「中元年」、「後元年」。
自漢武帝開始啟用年號後，以後的皇帝都遵例而行。明朝以前的皇帝大多在在位期間中途改元，如晉惠帝、唐高宗、武則天等人都曾改元十多次。
明清兩朝（包括南明）的皇帝，因實行一世一元制，幾乎無中途改元之例（除明英宗復辟及清太宗改國號），後人多以年號來稱呼皇帝（例如嘉靖帝、万历帝、康熙帝、乾隆帝等）。日本及越南亦分別自明治天皇及阮朝開始實施一世一元制，此後亦多以年號來稱呼君主。

## 種類

### 改元原因
改元的具體原因大致有幾個方面：一是政局變動，二是祭祀或宗教活動，三是災異祥瑞，四是軍事勝利，五是宮廷重大事件，六是帝王一時性起。

### 改元基準
改元有兩種情況，一是以新君即位的隔年啟用新年號，稱作「逾年改元」；二是以新君即位的當年啟用新年號，稱作「立年改元」，例如日本最近一次更改年號是在2019年，因應明仁天皇退位，而於5月1日傳位予德仁當天從平成改元令和。